# Wii (série)

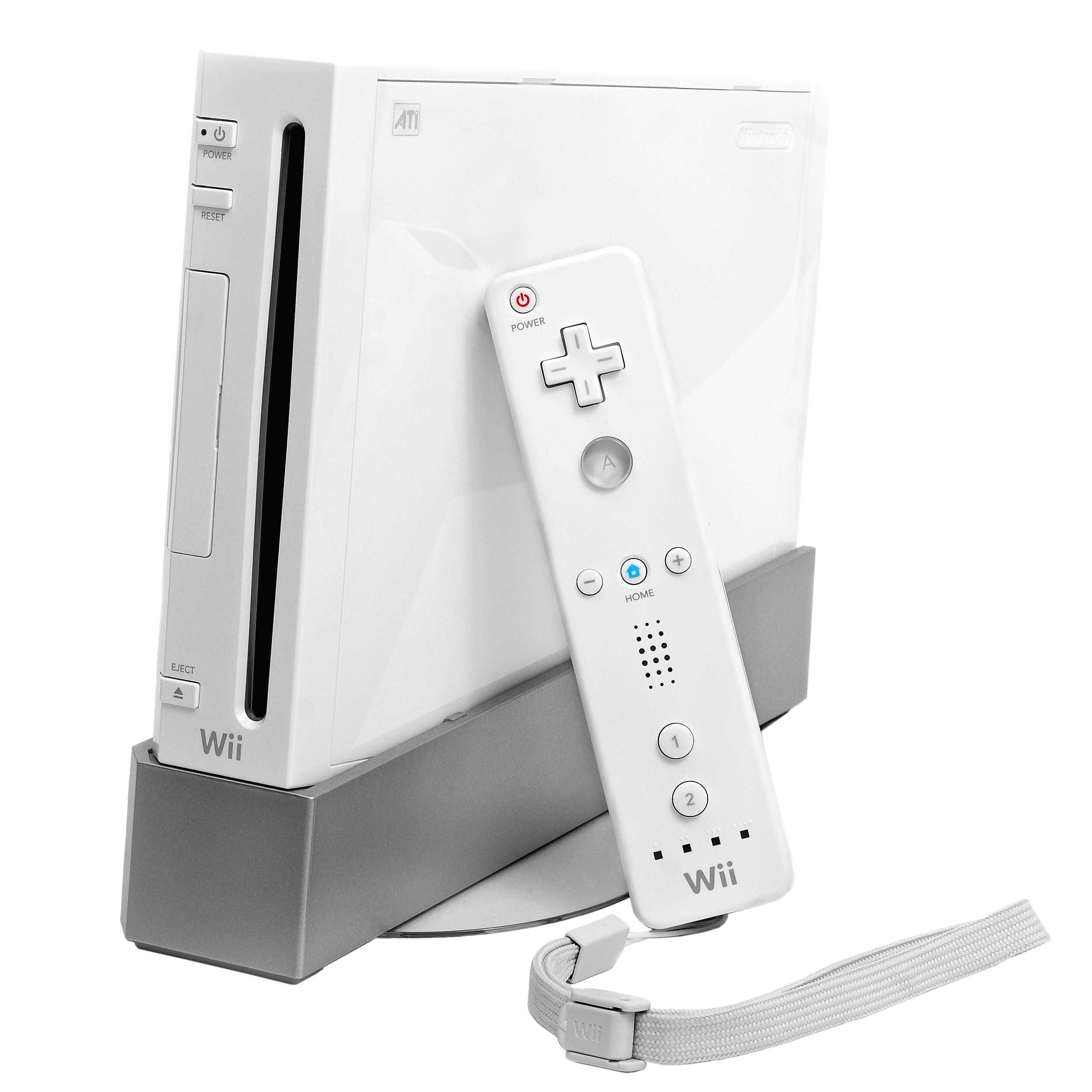
Console de Nintendo Wii.

A série de jogos Wii é uma série de jogos eletrônicos de simulação física, criada nos consoles Wii e Wii U, que são similares em design, especialmente no seu foco casual e o uso de Miis. Todos os jogos tem esquemas de controle que permitem simular atividades da vida real com o uso do Wii Remote, exceto a sub-série Wii Fit que usa principalmente a Wii Balance Board.

## Lista de jogos
- Wii Sports (SPORTS PACK FOR REVOLUTION) é uma coleção de cinco jogos esportivos (Tennis, Baseball, Golf, Bowling e Boxing) que acompanha o console.
- Wii Sports Resort é a continuação do Wii Sports, com os jogos desportivos (Kendo, Wakeboard, Frisbee, Arco e flecha, Basquetebol, Ténis de mesa, Bowling, Golfe, Moto aquática, Ciclismo, Canoagem e desportos aéreos).
- Wii Play (PARTY PACK FOR REVOLUTION) é uma coleção de nove jogos (Table Tennis, Laser Hockey, Fishing, Find Mii, Pose Mii, Shooting Range, Billiards, Charge! e Tanks!) que acompaha um Wii Remote adicional.
- Wii Fit (Wii Health Pack) é um jogo de exercícios físicos, visando a prática de exercícios junto à família.
- Wii Chess (World Chess) é um jogo de xadrez controlado por um Wii Remote. É possível jogar com pessoas de outros

lugares através da internet.
- Wii Party é uma coleção de jogos, de longa e curta duração, além de minigames, que proporcionam ainda o tempo estimado de duração do jogo.
- Wii Fit Plus é um jogo onde pode-se alongar, fazer ioga e aeróbica para além de minijogos com o seu Mii.
- Wii Play: Motion é a continuação da Wii Play e tem 12 mini-jogos.